# Provinciile Țărilor de Jos

Provinciile Țărilor de Jos

Regatul Țărilor de Jos este compus din douăsprezece provincii.
| Provincie         | Capitala         |
| ----------------- | ---------------- |
| Frizia            | Leeuwarden       |
| Groningen         | Groningen        |
| Drenthe           | Assen            |
| Overijssel        | Zwolle           |
| Flevoland         | Lelystad         |
| Gelderland        | Arnhem           |
| Utrecht           | Utrecht          |
| Olanda de Nord    | Haarlem          |
| Olanda de Sud     | Haga             |
| Zeelanda          | Middelburg       |
| Brabantul de Nord | 's-Hertogenbosch |
| Limburg           | Maastricht       |

## Populație, suprafață și PIB
Datele de mai jos privind populația și produsul intern brut sunt cele de la nivelul anului 2004. Procentajele privind suprafețele provinciilor iau în calcul faptul că 18,4% din suprafața totală a țării este ocupată de întinderi de apă (râuri și lacuri).
| Provincie         | Populație | %      | Suprafață (km²) | %      | Densitate (loc./km²) | PIB (PPS, mil. €, 2003) | PIB (pe cap de loc., €, 2003) |
| ----------------- | --------- | ------ | --------------- | ------ | -------------------- | ----------------------- | ----------------------------- |
| Țările de Jos     | 16254800  | 100,0% | 41525           | 100,0% | 391,4                | 440167                  | 27132                         |
| Olanda de Sud     | 3453000   | 21,2%  | 2860            | 6,9%   | 1207,3               | 95868                   | 27825                         |
| Olanda de Nord    | 2583900   | 15,9%  | 2660            | 6,4%   | 971,4                | 65295                   | 27169                         |
| Utrecht           | 1159200   | 7,1%   | 1356            | 3,3%   | 854,9                | 38355                   | 33148                         |
| Limburg           | 1143000   | 7,0%   | 2167            | 5,2%   | 527,5                | 28038                   | 24585                         |
| Brabantul de Nord | 2406900   | 14,8%  | 4938            | 11,9%  | 487,4                | 65295                   | 27169                         |
| Gelderland        | 1967600   | 12,1%  | 4995            | 12,0%  | 393,9                | 45043                   | 22942                         |
| Overijssel        | 1105800   | 6,8%   | 3337            | 8,0%   | 331,4                | 25854                   | 23441                         |
| Flevoland         | 356400    | 2,2%   | 1426            | 3,4%   | 249,9                | 6915                    | 19439                         |
| Groningen         | 575900    | 3,5%   | 2344            | 5,6%   | 245,7                | 18496                   | 32245                         |
| Zeelanda          | 378300    | 2,3%   | 1792            | 4,3%   | 211,1                | 9354                    | 24706                         |
| Frizia            | 642500    | 4,0%   | 3361            | 8,1%   | 191,2                | 13989                   | 21830                         |
| Drenthe           | 482300    | 3,0%   | 2652            | 6,4%   | 181,9                | 10323                   | 21427                         |